# 廣津里香
廣津 里香（ひろつ りか、1938年（昭和13年） - 1967年（昭和42年）12月12日）は、日本の画家、詩人。

## 略歴
- 1938年 - 東京渋谷に、のち明治大学教授（機械工学）で詩人の廣津萬里（1908-93、別名・大川一帆）と松枝夫妻の子として生まれる。
- 1951年 - 父の金沢大学工学部赴任に伴い、金沢へ転居。
- 1956年 - 金沢大学附属高等学校卒業。
- 1957年 - 津田塾大学学芸学部中退。
- 1962年 - 東京大学教育学部社会教育学科卒業。
- 1965年 - 早稲田大学大学院文学研究科英文学修士課程修了。
- 1967年 - 12月12日、油絵製作中にシンナー慢性中毒による悪性貧血のため死去。

## 作品

### 画集
- 『画帳 黒いミサ』思潮社、1977年6月。
- 『画帖 不在証明』思潮社、1980年11月。

### 詩集
- 『広津里香詩集 量られた太陽』ポエットリー出版部、1970年12月。
- 『広津里香詩集』思潮社、1972年11月。
- 『詩集 白壁の花』思潮社、1979年2月。

### 日記類
- 『死が美しいなんてだれが言った 思索する女子学生の遺書』光文社〈カッパ・ブックス〉、1977年1月。
  - 『死が美しいなんてだれが言った』潮出版社〈潮文庫〉、1986年4月。
- 『生への手記』思潮社、1983年9月。
- 『量られた太陽』沖積舎〈叢書 詩と人生と夭折 3〉、1983年10月。
- 『不可能な儀式 生への手記』思潮社、1984年6月。
  - 『不可能な儀式 生への手記 第2冊』思潮社、1984年6月。
- 『広津里香詩集 蝶の町』沖積舎、1987年6月。
- 『私は優雅な叛逆者 生への手記』創樹社、1989年2月。
- 『蝶への変身 生の手記』創樹社、1990年10月。
- 『小説集 白茶の土』創樹社、1991年6月。